# Республиканская клиническая больница им. Н. А. Семашко
ГБУЗ РК «Республиканская клиническая больница им. Н. А. Семашко» — многопрофильное медицинское учреждение Республики Крым, выполняет лечебно-диагностическую, научную и учебно-методическую работу для жителей Крыма. Расположено в Симферополе. 18 декабря 2020 года открылось новое здание больницы на 250 посещений в смену, и стационара на 734 койки..

## История
В конце XIX — начале XX веков растущему Симферополю стало не достаточно возможностей Приказа общественного призрения и услуг земской больницы. Возникла необходимость в городской больнице.
1 сентября 1903 года за городом на участке возле винзавода товарищества Г. Н. Христофорова открыли детскую больницу на 20 коек. Но традиционной датой открытия больницы считается октябрь 1914 года.
За счёт средств, выделенных по завещанию купца Первой гильдии, крупного подрядчика-строителя П. А. Петина, пожелавшего связать своё имя с добрым общественным делом, и денег города к ноябрю 1914 году было выстроено девять зданий больницы.
Вновь открытая городская больница была рассчитана на 60 коек, и имела 3 отделения: терапевтическое на 30, родильное на 20 и заразное на 10 койко-мест. Штат больницы был таким же маленьким: 5 врачей и 8 работников среднего медицинского звена. В штате больницы был старший врач, живший при больнице — Сергей Иванович Михайлов.
В 1916 году при больнице был построен холерный барак на 60 коек, в 1918 году открыты 16 хирургических коек (при родильном отделении), построено детское отделение на 40 коек.

## В годы социалистического строительства
После окончания гражданской войны В. И. Ленин придавал большое значение восстановлению и развитию народного хозяйства Крыма, превращению его во Всесоюзную здравницу. По заданию В. И. Ленина в Симферополь в ноябре 1920 г. прибыл Народный комиссар здравоохранения Н. А. Семашко. В декабре 1920 г. в здании «Первого Советского театра в Симферополе» Н. А. Семашко выступал с докладом.
В 1922 году Наркомздрав Крыма утвердил штат городской больницы Симферополя получившей название «Первая Советская больница» — с персоналом в 116 человек и общим числом коек 220. До 1923 года главным врачом оставался С. И. Михайлов, затем его сменила М. К. Бурдакова.
В 1927 году больнице было присвоено имя наркома здравоохранения Н. А. Семашко и и 2 мая было начато строительство двухэтажного хирургического корпуса. 3 августа 1928 года обвалилась часть строящегося двухэтажного корпуса. Один рабочий погиб, двое получили лёгкие ранения. Экспертиза показала, что здание строилось без необходимых общих планов и чертежей. Ситуативно вносились изменения. Непосредственными причинами обвала экспертной комиссией из специалистов были названы использование камней худшего качества, чем следовало. Изготовленные железные рамы для окон оказались больше проёма, который пришлось расширить, что ещё более ослабило оконные столбы. Главсудом осуждены бывший главный инженер «Коммунстроя» Киреев, главный инженер «Коммунстроя» Савченко, производитель работ Дорошенко и приговорены к 6 месяцам лишения свободы каждый и были освобождены в зале суда. Перестройка здания после обвала проводилась под контролем главного архитектора города. Здание выполнено в характерном для этой эпохи стиле конструктивизма. Построенное в 1930 году здание до сих пор является визитной карточкой больницы и архитектурной достопримечательностью Симферополя.
После открытия в 1931 году Крымского мединститута на территории больницы начали размещаться его кафедры.
В 1938 году построено родильное отделение. Количество койко-мест больницы возросло по сравнению с дореволюционным почти в девять раз.

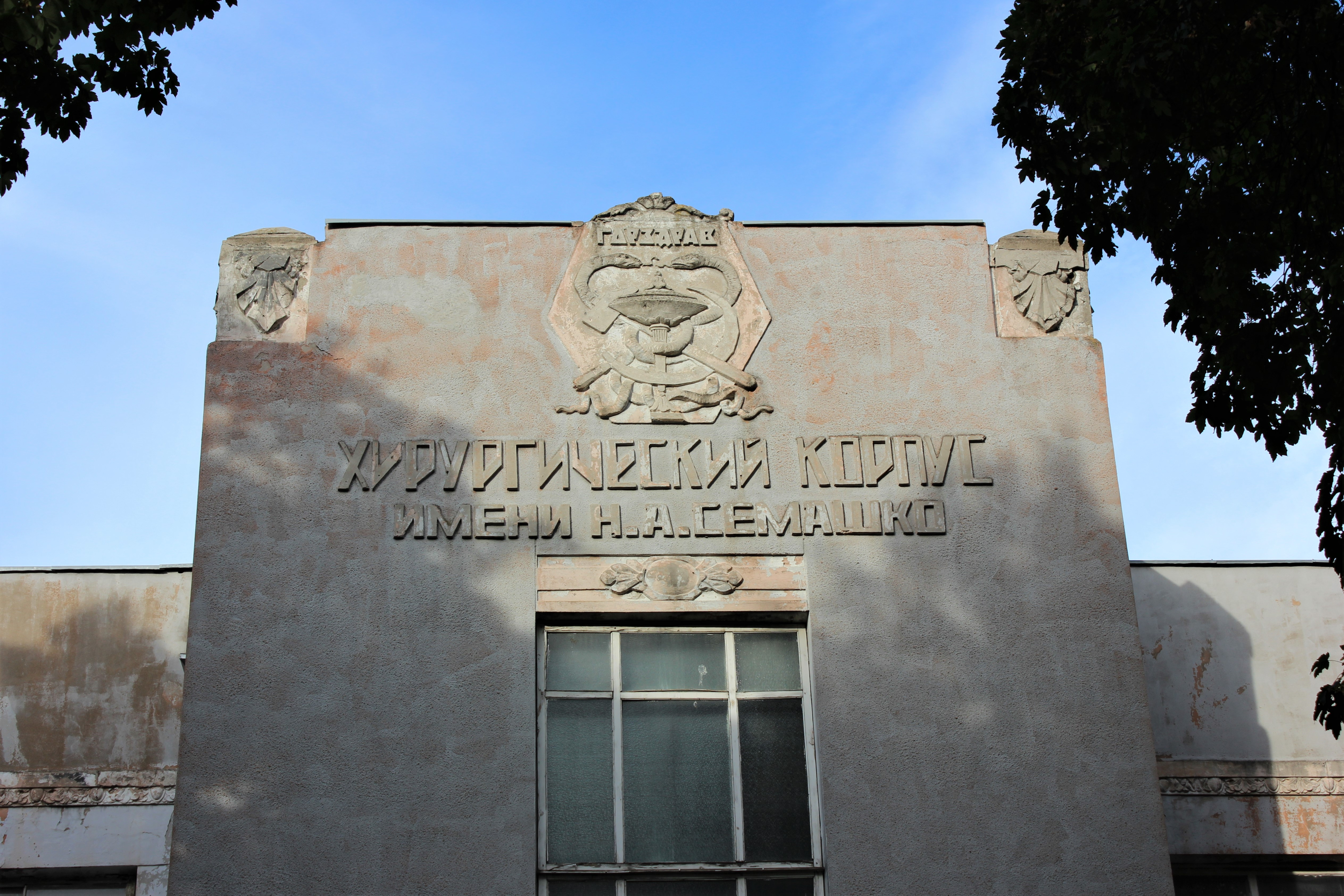
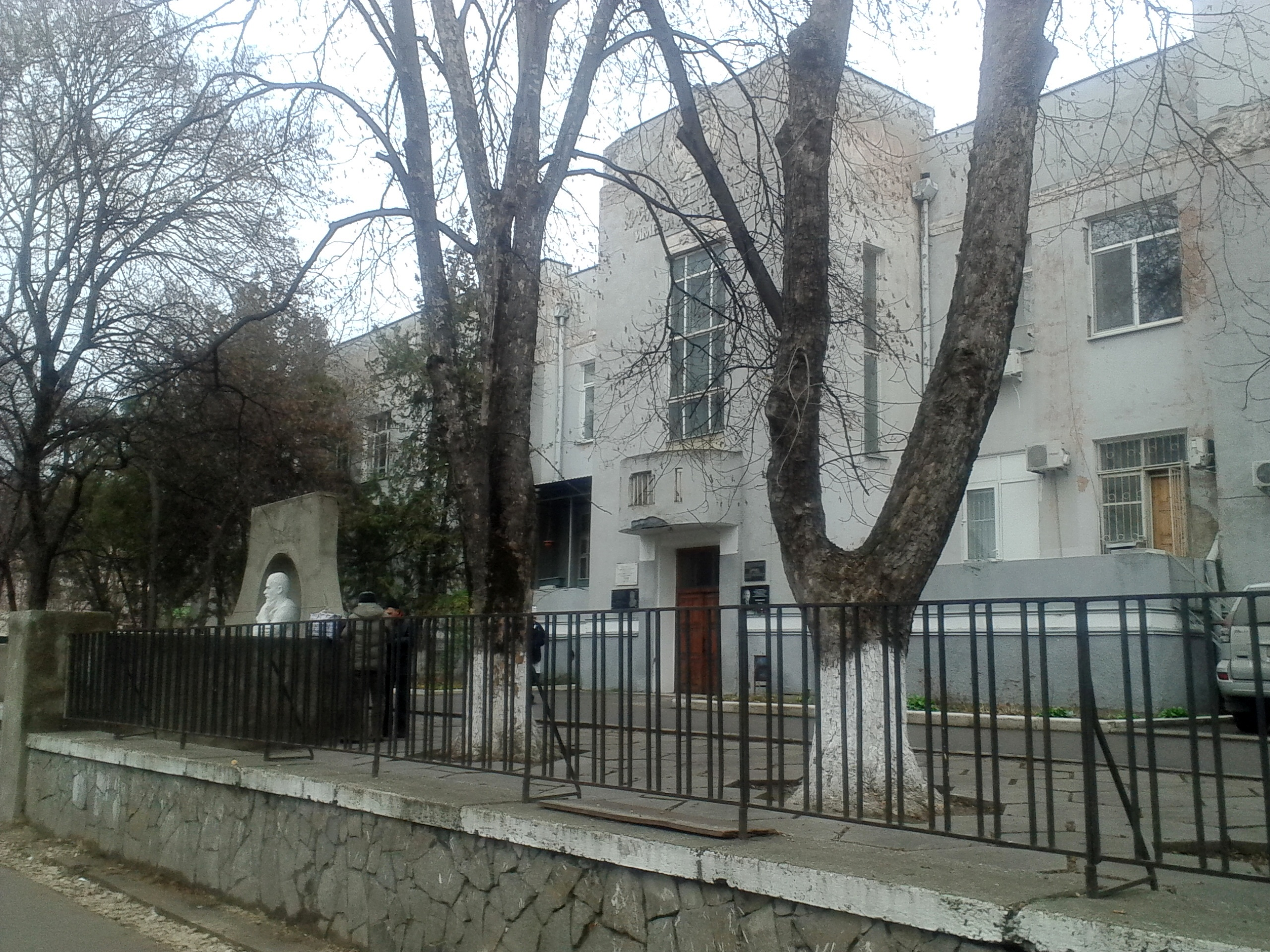
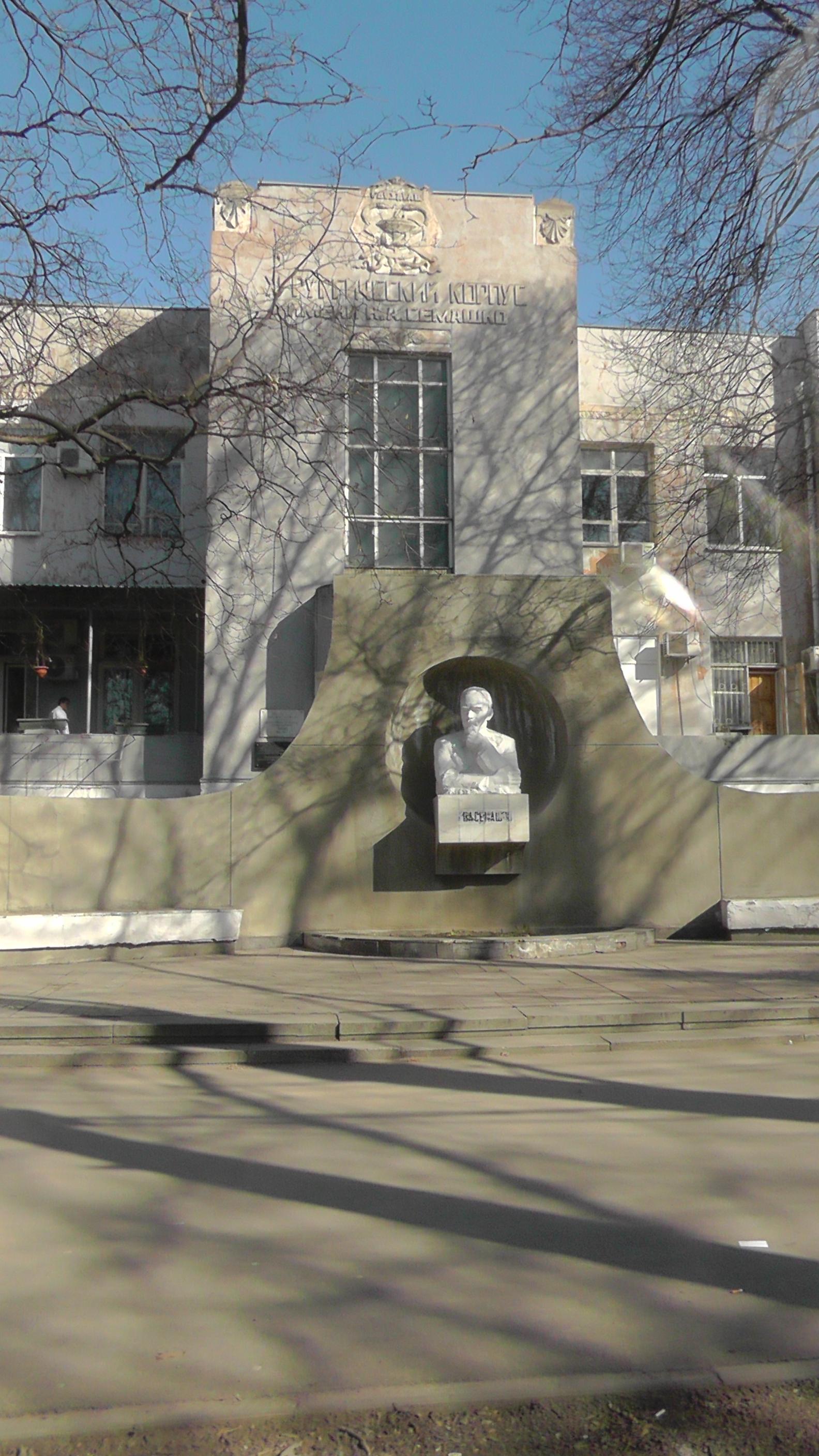

## В годы Великой Отечественной войны
В первые же дни Великой Отечественной войны были мобилизованы в действующую армию и ушли на фронт добровольцами более 100 сотрудников больницы.
Во время оккупации Симферополя в больнице продолжалось медицинское обслуживание населения города. Здесь под видом больных заведующий терапевтическим отделением, врач Михаил Самойлович Ефетов, укрывал и лечил раненых партизан.
В апреле 1944 году большинство корпусов больницы было разрушено, имущество разграблено. На территории больницы разместился эвакогоспиталь № 32581, прибывший из Ростова (начальник госпиталя майор Щеглов). В сентябре 1944 года эвакогоспиталь выдвинулся вслед за фронтом. Часть его медицинского персонала была демобилизована и распределена по лечебным учреждениям города. Затем на территории больницы работал эвакогоспиталь № 5411 для легкораненых и госпиталь для легкораненых № 2638. Эвакогоспиталь № 5411 впоследствии был переоформлен в госпиталь для инвалидов Великой Отечественной войны.
В ноябре 1944 года городская больница возобновила свою работу, открылись хирургическое отделение на 75, терапевтическое на 95, гинекологическое на 30, кожно-венерологическое на 100 коек. Начали функционировать: приёмный покой, физиотерапевтический кабинет, аптека, прозекторская, рентген-кабинет, лаборатория, прачечная, бельевой склад, кухня, паровое хозяйство, медицинская канцелярия, бухгалтерия.

## После Великой Отечественной войны

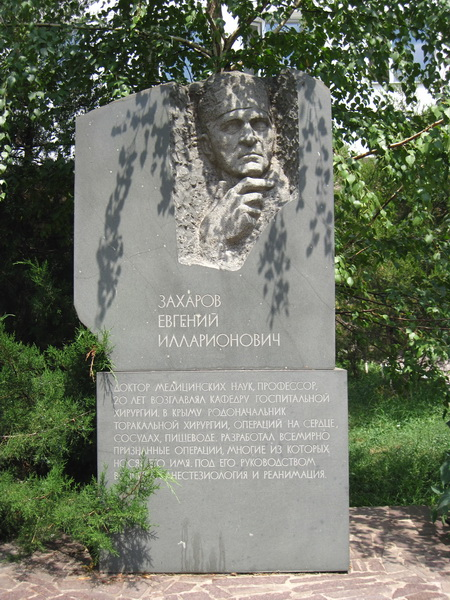
Памятник Захарову Е. И. в Республиканской клинической больнице им. Н. А. Семашко

По решению Крымского областного Совета депутатов трудящихся от 20.02.1948 г. в целях улучшения качества лечебного обслуживания населения области и повышения условий квалификации медицинских работников было постановлено с 1 марта 1948 года Первую Советскую больницу преобразовать в областную клиническую больницу с поликлиническим отделением; она стала лечебно-методическим и консультативным центром Крымской области.
В декабре 1954 года в состав областной больницы была включена станция санитарной авиации со своим штатом и транспортом. После восстановления разрушенных во время войны зданий во вновь отстроенных помещениях областной больницы были расположены 9 специализированных отделений. Штат больницы состоял из 78 врачей, 165 средних медработников, 133 человек младшего персонала, 7 фармацевтов, 83 работников административно-хозяйственной службы.
В последующие годы продолжалось благоустройство и новое строительство на территории больницы, появились новые отделения.
В 1974 году возведено трёхэтажное здание неврологического отделения. Введённый в строй нейрохирургический корпус рассчитан на 85 коек. Затем возведено пятиэтажное консультативной поликлиники, реконструированы старые корпуса. К 1980 годам областная больница — это огромный лечебный комплекс, состоящий из 17 специализированных отделений на 1040 мест.
В советские годы областная больница имени Н. А. Семашко является медицинским организационно-методическим центром области, базой повышения квалификации медицинских кадров, основной учебной базой Крымского мединститута. Руководители и сотрудники мединститута внесли неоценимый вклад в становление и развитие больницы, открытие новых направлений медицины Крыма и подготовки медицинских кадров. В стенах больницы трудилась целая плеяда знаменитых учёных — клиницистов. Больница гордится именами профессоров Е. И. Захарова, В. Л. Лесницкой, Н. С. Азаровой и других крупных специалистов.

## Украина
Название больницы меняется с областной на республиканскую. В постсоветские годы финансирование медицины сократилось до минимальных значений, исключающих современное развитие.
На 2010 год в больнице было 1041 коек (хирургических 542, терапевтических—499), 19 хирургических, 10 терапевтических и 10 диагностических отделений. Численность работающего персонала 2401 человек: врачей — 506, среднего медицинского персонала — 928, младшего — 568, инженерно-технический персонал и прочие—399.
Большая часть врачей и средних медработников являются специалистами высшей категории. В больнице трудятся 8 Заслуженных врачей Украины, 23 Заслуженных врача Автономной Республики Крым, 7 Заслуженных работников здравоохранения, более 150 награждённых Почётными грамотами и знаками отличия, 34 доктора и кандидата медицинских наук, 23 главных специалиста Минздрава Автономной Республики Крым.
В марте 2011 года медучреждение посетил глава Минздрава АРК Игорь Шпак. Облупленные стены, старая мебель и общее состояние разрухи, которое резко контрастировало с дорогими иномарками и костюмами руководства учреждения вызвали гнев министра. В отношении главврача Сергея Донича было возбуждено уголовное дело.

## Российская Федерация

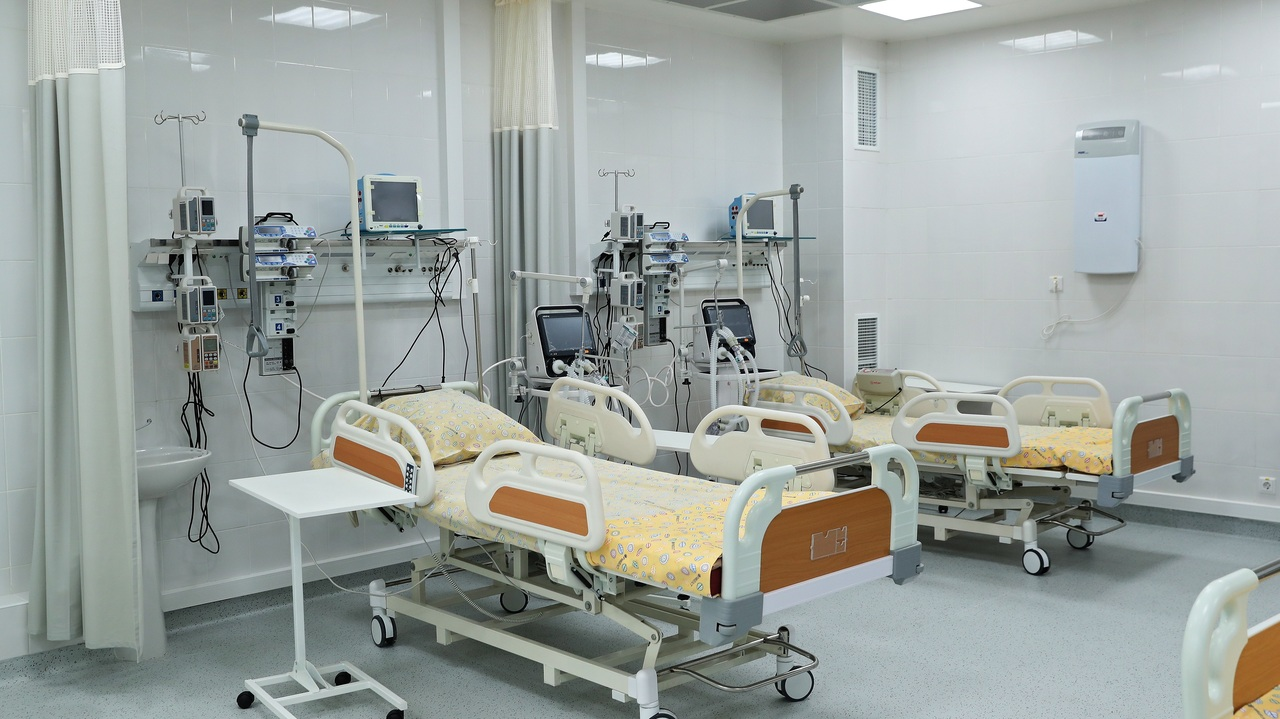
Новое оборудование в республиканской больнице

С 2014 года в больницу стало поставляться современное оборудование. Начат ремонт корпусов и помещений больницы. В феврале 2017 года на базе больницы открылся высоко технологичный региональный сосудистый центр.
В октябре 2016 года прокуратура Крыма выявила нарушения при выплате стимулирующих выплат в больнице на 17,7 млн рублей за неполные полгода, когда зарплаты заместителей главврача в десятки раз превышали оклады медицинского и вспомогательного персонала. Главврач был уволен.
В конце 2016 года президент России Владимир Путин призвал руководство Крыма и Севастополя решить острые вопросы с региональным здравоохранением и построить на полуострове современные больницы. Из федерального бюджета на строительство было выделено 8,4 миллиардов рублей. Новый лечебно-диагностический корпус больницы им. Семашко начали строить в дальнем пригороде Симферополя на 12-м километре Московского шоссе в Симферопольском районе на участке площадью 20 гектар.
В феврале 2017 года начались на участке проектно-изыскательные работы. Учитывая сейсмику местности предполагалось 11-ти или 12-тиэтажное здание. Предполагается, что здание выдержит землетрясение магнитудой до семи баллов по шкале Рихтера. В окончательном варианте было принято решение строить тринадцатиэтажное здание.
С первого по пятый этаж будет располагаться поликлиника со всевозможными процедурными кабинетами. С пятого по двенадцатый — стационар.
Первый этаж отведут под помещения поликлиники на 250 посещений в смену, приёмное отделение, блоки диагностических и консультативных кабинетов с помещениями МРТ и КТ. На втором этаже обустроят операционный блок на 11 операционных с палатой пробуждения, клинико-диагностическую лабораторию, блок реанимации и интенсивной терапии, изолятор. На четвёртом и пятом этажах здания разместятся стационар дневного пребывания и конференц-зал на 290 мест, на других этажах — палатные отделения на 656 койко-мест. Тринадцатый этаж — технический.
Площадь лечебно-диагностического корпуса, рассчитанного на 734 больничные койки, составит 58179,5 м² Общая площадь благоустройства многопрофильного центра составит 82235 м², также в его состав войдут патологоанатомический корпус, который будет соединён с лечебно-диагностическим подземным переходом, пищеблок, наземный переход между лечебно-диагностическим корпусом и пищеблоком, контрольно-пропускные пункты и кислородно-газификационная станция.
В медицинском центре будет более двадцати специализированных отделений, в том числе — лучевой диагностики, реанимации и интенсивной терапии, неврологии, кардиологии. Планируется, что большую часть штата составят сотрудники действующей больницы имени Н. Семашко. В проекте предусмотрена вертолётная площадка и парк. Со стороны Московского шоссе парковка на 157 машино-мест.
Новый лечебно-диагностический корпус больницы должен был быть построен и оснащён в концу 2018 года. В начале 2019 года стало известно о планах открытия корпуса больницы в сентябре 2019 года. После срыва сроков подрядчиком строительства сроком сдачи медучреждения в эксплуатацию был определён 2020 год.
В начале декабря 2019 года в министерстве строительства и архитектуры Республики Крым сообщили о подорожании стоимости объекта почти на полмиллиарда рублей. В конце декабря 2019 года стало известно о переносе открытия медцентра на июль 2020 года. 26 марта 2020 года Совмином Крыма принято решение открыть многофункциональный медицинский центр раньше июля 2020 года из-за распространения нового коронавируса. В условиях обострения эпидситуации с коронавирусом было решено ускорить сдачу объекта в эксплуатацию и использовать его как обсерватор в апреле 2020 года. Для этого были скорректированы планировка земельного участка, системы газо-, тепло- и водоснабжения и вентиляции недостроенной по первоначальной проектной документации больницы. В апреле 2020 года многопрофильный медицинский центр не был открыт как инфекционный госпиталь и в конце июня, глава республики Крым сообщил прессе о намерении открыть многопрофильный медицинский центр как планировавшаюся рабочую больницу в июле 2020 года. На сентябрь 2020 года по информации пресс-службы Госсовета Республики Крым, медицинский центр готов на 90 % и дата открытия объекта не сообщается. В ноябре 2019 года сообщалось о готовности объекта на 98 %. 17 сентября глава республики Сергей Аксёнов поручил открыть госпиталь для COVID до 29 сентября 2020 года, выделив 450 коек для лечения пациентов с коронавирусной инфекцией и пациентов с осложнённой формой внебольничных пневмоний. На 5 октября 2020 года новый медицинский центр больницы имени Семашко не был достроен. 8 октября 2020 года получено разрешение на ввод нового здания больницы в эксплуатацию. Открытие лечебно-диагностического корпуса произойдёт после поставки построенного объекта на кадастровый учёт, оформления права собственности, передачи его в оперативное управление и получения лицензии. 12 декабря 2020 года в новом здании переночевали первые пациенты. Планируется переезд всех 15 отделений больницы до 25 декабря 2020 года.
18 декабря 2020 года открылось новое здание больницы.

### Судьба старой территории
О судьбе старой территории выдвигались разные предположения, например, что сюда перенесут учреждения, требующие лучших условий для своих пациентов: Крымский научно-практический центр наркологии, Центр профилактики и борьбы со СПИДом, Центр паллиативной медицинской помощи и другие.
В 2019 году было объявлено, что на месте Республиканской клинической больницы им. Н. А. Семашко на ул. Киевской появится Центр торакальной хирургии. Некоторые отделения существующей больницы имени Семашко останутся на ул. Киевской и продолжат работать там.